# شینیچیرو ناکاجیما
شینیچیرو ناکاجیما (ژاپنی: 中嶋 晋一郎؛ زادهٔ ۱۴ سپتامبر ۱۹۶۸) یک بازیکن فوتبال اهل ژاپن است.
از باشگاه‌هایی که در آن بازی کرده‌است می‌توان به باشگاه فوتبال اوراوا رد دیاموندز اشاره کرد.